# Zaháj (rybník)
Lesní rybník Zaháj  o výměře vodní plochy 2,78 ha se nachází v lese asi 1 km jižně od vesnice Vysonín v okrese Chrudim. Hráz rybníka Zaháj je přístupná po modré turistické značce vedoucí z Vysonína do osady Radochlín. 
Rybník Zaháj je historické vodní dílo, které bylo vybudováno jako součást soustavy Libáňských rybníků sestávající z následujících rybníků: Pařezný rybník, Zaháj, Hluboký rybník, Jezírko, Nový rybník, Loučenský rybník.
Rybník je v současnosti využíván pro chov ryb. V okolí rybníka rostou vlhkomilné druhy rostlin a žije bohaté společenstvo obojživelníků a ptáků. 

## Galerie

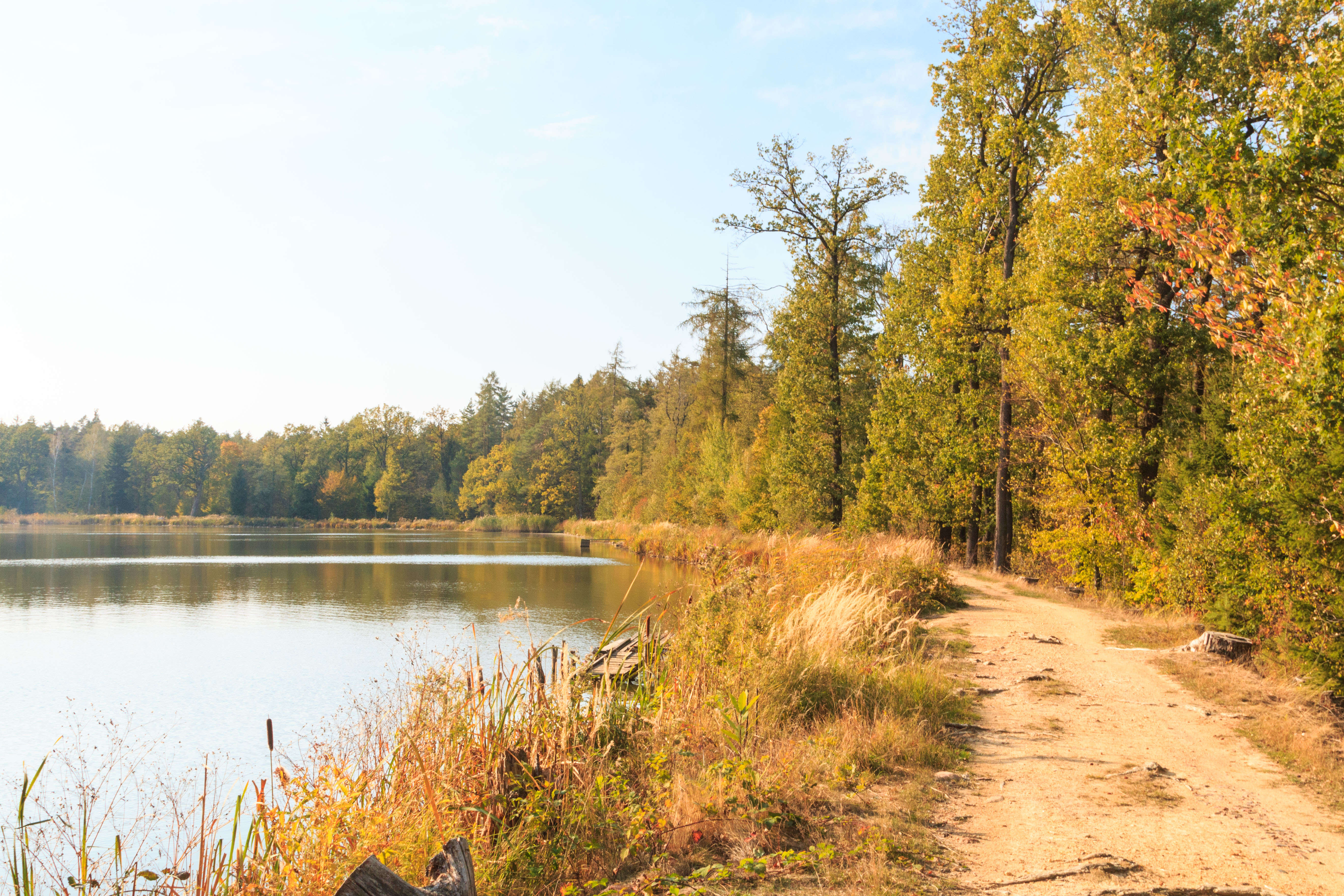
pohled na lesní rybník Zaháj
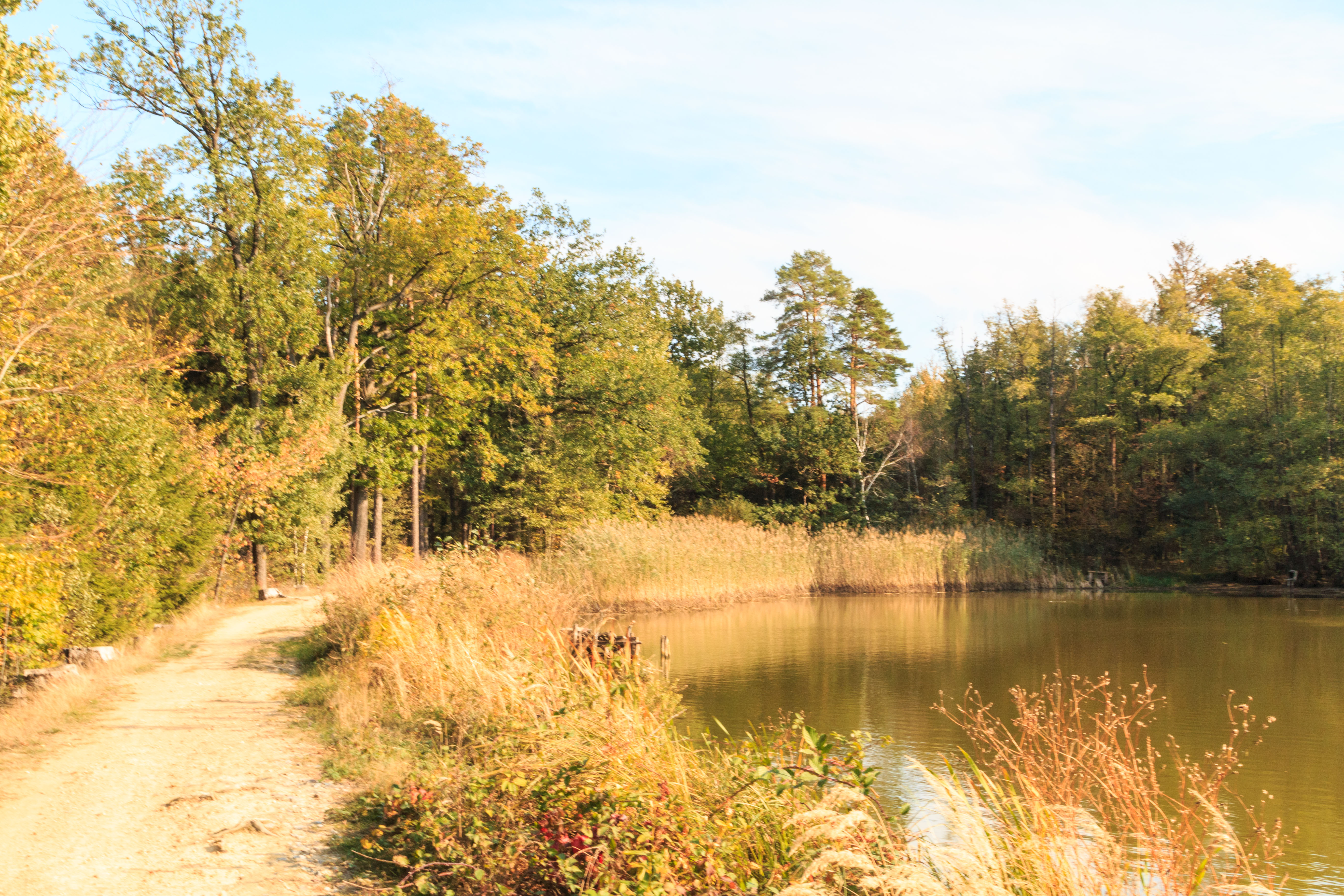
pohled na lesní rybník Zaháj
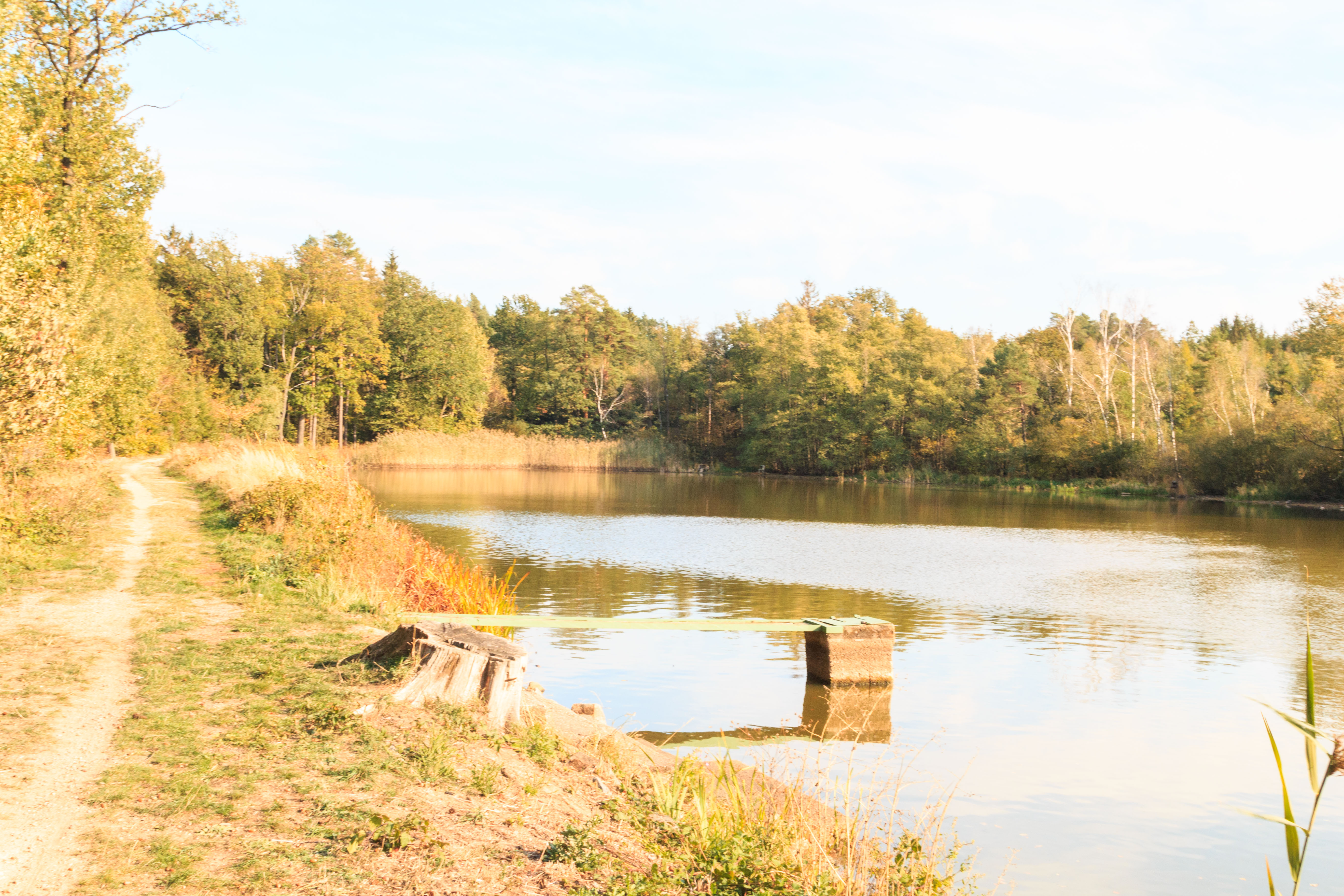
pohled na lesní rybník Zaháj
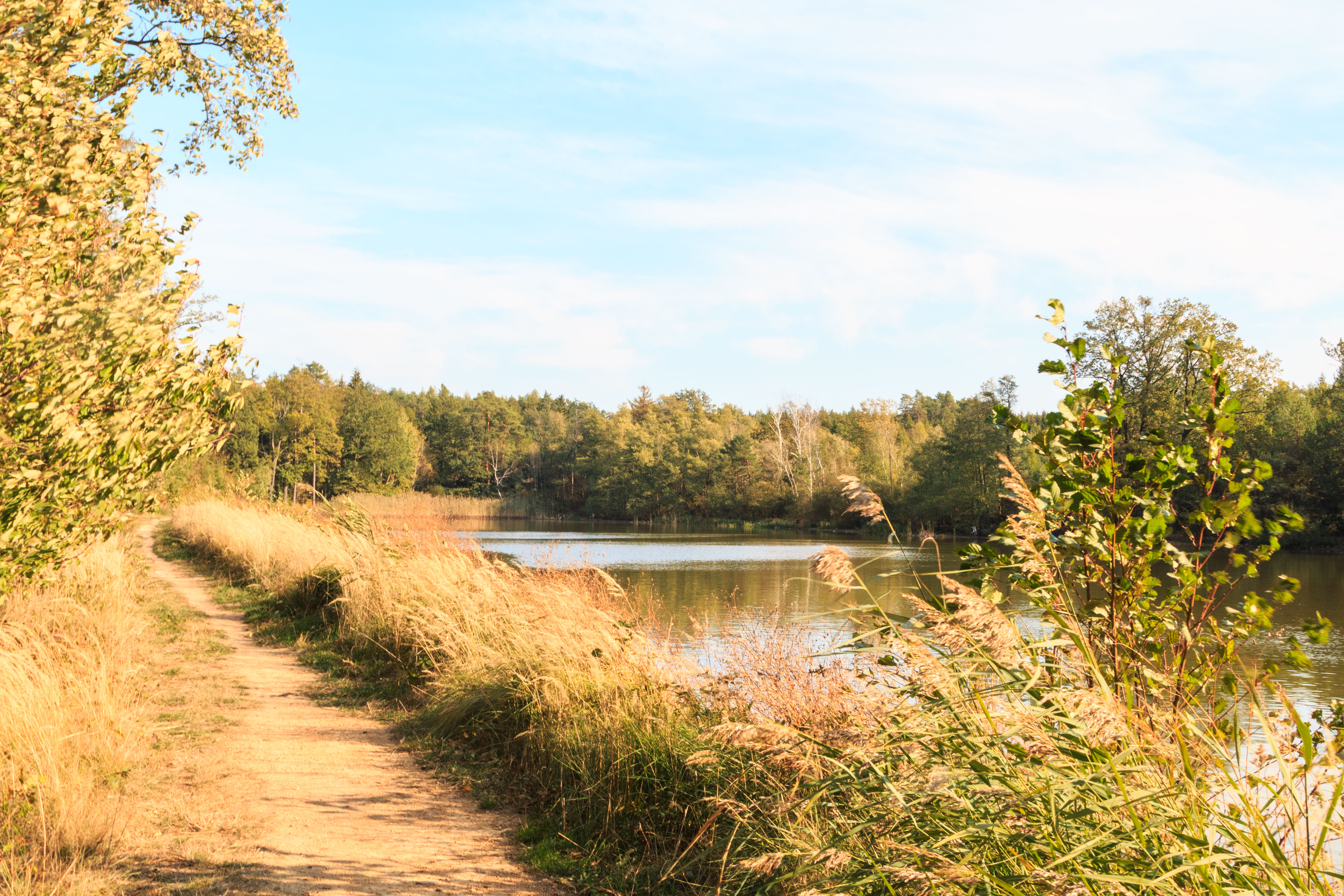
pohled na lesní rybník Zaháj